# Santi Giovanni e Paolo (Rom)

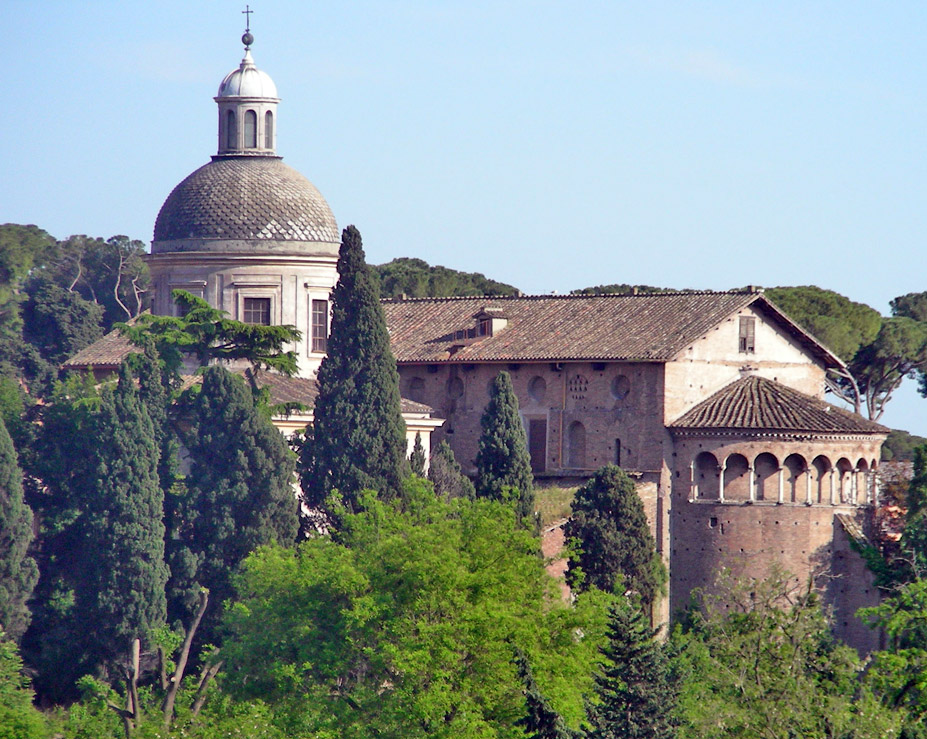
Sicht von Nordwesten

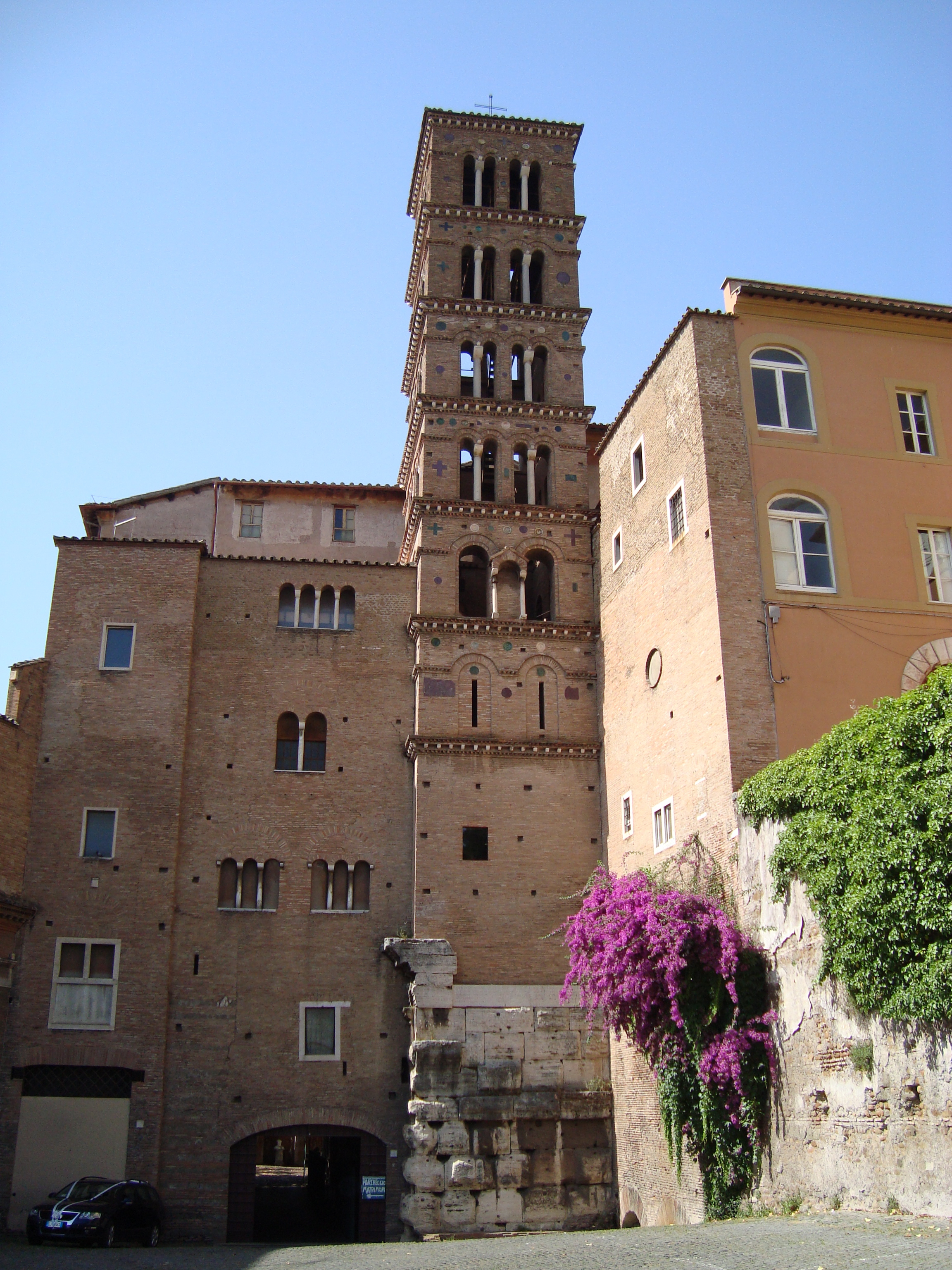
Der seitwärts stehende Campanile

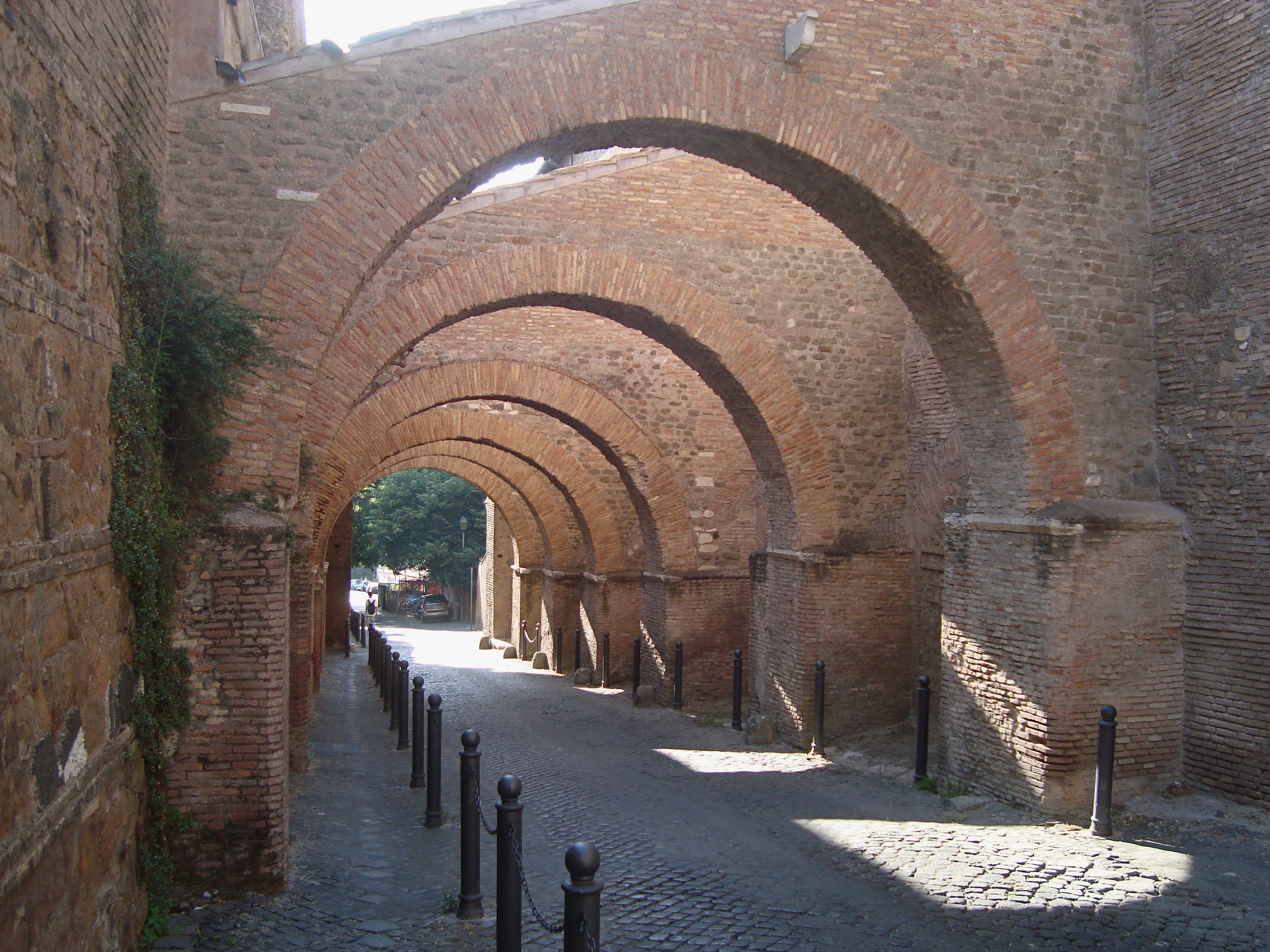
Die antike Straße Clivus Scauri mit den Stützarkaden

Die Basilika Santi Giovanni e Paolo (lateinisch Sancti Ioannis et Pauli), auch Santi Giovanni e Paolo al Celio, ist eine Kirche in Rom, die auf eine der ältesten christlichen Kultstätten der Stadt zurückgeht. Sie ist Titelkirche der römisch-katholischen Kirche und steht im Rang einer Basilica minor. Heute ist sie Klosterkirche des Passionistenordens, Rektoratskirche. Besondere Bedeutung kommt ihr zu wegen der darunter ausgegrabenen Reste antiker römischer Häuser mit vorchristlichen und christlichen Wandbildern.

## Lage und Übersicht
Die Kirche liegt im XIX. römischen Rione Celio an der Westseite des Caelius, etwa 350 Meter östlich des Circus Maximus unmittelbar an der antiken Straße Clivus Scauri.
Zu dem sakralen Bereich gehören:
- eine römische Wohnanlage mit Ladenlokalen (2./3. Jh.),
- das frühchristliche Oratorium Titulus Byzantis mit Confessio (Anfang 4. Jh.),
- die Basilika Titulus Pammachii über Oratorium und Wohnanlage (um 410),
- Umbauten aus dem 12. und 13. Jahrhundert und spätere Barockisierung.

## Geschichte und Baugeschichte
Über den Resten mehrerer römischer Wohnhäuser mit Ladenlokalen aus dem 2. und 3. Jahrhundert an der antiken Straße Clivus Scauri entstanden im 4. Jahrhundert Stadtpaläste der römischen Aristokratie. In einem dieser als domus bezeichneten Paläste wurde Anfang des 4. Jahrhunderts eine christliche Gebetsstätte (Oratorium) eingerichtet, vielleicht durch den damaligen Eigentümer Byzans, dessen Name als Titulus Byzantis (oder Vizantii) überliefert ist. Diese frühchristliche Kultstätte ist bisher die einzige, die in einem römischen Wohnhaus (ecclesia domestica) nachgewiesen worden ist und deren Entstehung noch vor dem Edikt von Mailand (313) angesetzt wird. Dort fand sich neben Oranten auch die älteste Darstellung eines christlichen Märtyrertodes. Es handelt sich um je zwei Männer und eine Frau, die zur Verurteilung abgeführt werden, bzw. die kniend und mit verbundenen Augen, die Hände auf dem Rücken gefesselt, kurz vor der Hinrichtung stehen.
In der Zeit um 410 wurde über den antiken Gebäuden mit dem Bau einer dreischiffigen Säulenbasilika begonnen, fertiggestellt unter Papst Leo I. (440–461). Dabei hatte man die unter der Bodenplatte liegende römische Wohnanlage möglichst geschont und weiterhin zugänglich erhalten. Die frühchristliche Basilika besaß eine leicht eingezogene Apsis im Westen und einen Portikus mit fünf Arkaden im Osten. Im Innern trugen beiderseits zwölf Granitsäulen mit Arkaden den Obergaden mit offenem Dachstuhl. Dreizehn große Rundbogenfenster mit oculi darüber sorgten für viel Licht im Mittelschiff.
Um 1155 wurde der Narthex errichtet, der um 1216 auch ein neues Obergeschoss erhielt. Die für Rom einmalige Zwerggalerie an der Außenseite der Apsis entstand um 1216. Zu dieser Zeit sind auch die Stützbogen und Pfeiler zur Sicherung der südlichen Langhauswand eingebaut worden. Der abseits stehende Campanile aus dem 12. Jahrhundert gründet noch auf dem Mauerwerk des antiken Divus Claudius-Tempels. Zwischen 1715 und 1719 wurde die Basilika durchgreifend barockisiert.

## Patrozinium
Unter den verschiedenen Namen der Kirche und ihrer Vorgängerbauten ist Titulus Byzantis der älteste; damit wurde wahrscheinlich Bezug genommen auf einen – nicht näher bekannten – Byzantius, der wohl Anfang des 4. Jahrhunderts als damaliger Besitzer in seinem Anwesen eine Kultstätte für die junge christliche Gemeinde eingerichtet hatte. Der Titulus Byzantis ist zum ersten Mal erwähnt in einer Inschrift aus der Zeit des römischen Bischofs Innozenz I. (401–417), die sich zwar auf den Bau der Basilika San Sebastiano fuori le mura durch zwei Presbyter bezieht; diese Presbyter stammen aber aus dem Titulus Byzantis. Die Inschrift lautet übersetzt: „Zur Zeit des Heiligen Bischofs Innocentius haben die Presbyter Proclinus und Ursus vom Titulus Byzantis dem heiligen Märtyrer Sebastianus dieses (Gotteshaus S. Sebastiano) aufgrund eines Gelübdes gebaut.“ Während dieser Periode wurden die vorhandenen Wandmalereien mit heidnischen Themen durch Fresken mit christlichem Inhalt übermalt, darunter mit Szenen aus dem Leben der Märtyrer und der Gestalt eines Betenden (Oranten).
Der Bau der ab 410 errichteten dreischiffigen Basilika ist mit dem Namen Pammachius verknüpft; deren Bezeichnung als Titulus Pammachii oder Titulus Byzantis et Pammachii ist seit 499 überliefert. Dieser Pammachius (um 340–410) war römischer Senator und führendes Mitglied der christlichen Gemeinde, bekannt geworden auch als Briefpartner des hl. Hieronymus. Es wird vermutet, dass er als letzter Eigentümer der Wohnanlage ab 410 den Bau der Basilika veranlasst und finanziert hat. Nach einer später verbreiteten Legende soll Pammachius der Sohn von Byzantius gewesen sein. Für die Aufführung beider Namen in den römischen Synodalakten von 499 gibt es zwei Erklärungen: Entweder hat der Titulus Byzantis bereits nicht mehr bestanden und wurde nur als Leertitel fortgeführt, oder es verbergen sich dahinter die Bezeichnungen für die gleichzeitig bestehenden Kultstätten Titulus Byzantis im unterirdischen Oratorium und Titulus Pammachii in der Basilika.
Weil in den Synodalakten und im Liber Pontificalis ab 595 die Bezeichnung Titulus sanctorum Iohannis et Pauli benutzt worden ist, wird angenommen, dass vom 6. Jahrhundert an die bisherigen Stifternamen den Namen der beiden Märtyrer Johannes und Paulus haben weichen müssen, denen die Kirche geweiht war. Bei diesen Kirchenpatronen handelt es sich nicht um Johannes den Täufer oder den Apostel Johannes und nicht um Paulus von Tarsus, sondern um legendäre römische Märtyrer mit diesen Namen, die allerdings als solche im römischen Messkanon erwähnt sind. Nach einer Ende des 6. Jahrhunderts aufgeschriebenen Legende sind die Brüder Johannes und Paulus von Rom, kaiserliche Palastbeamte oder Offiziere, im Jahr 361 unter Kaiser Julianus Apostata wegen ihres Glaubens enthauptet und angeblich in dem Haus auf dem Monte Caelius heimlich begraben worden, wo sich auch das frühchristliche Oratorium Titulus Byzantis befunden hatte. Durch diese Legende sollte wohl versucht werden, die Reliquienverehrung und die Märtyrerbilder in Oratorium und Confessio des 4. Jahrhunderts zu erklären. Aber bei den Ausgrabungsarbeiten unter der Basilika konnten keinerlei Grabreste gefunden werden; dennoch liegt es wegen des Gesamtbefunds nahe, für diesen Ort die Kontinuität eines Reliquienkults anzunehmen.

## Äußeres

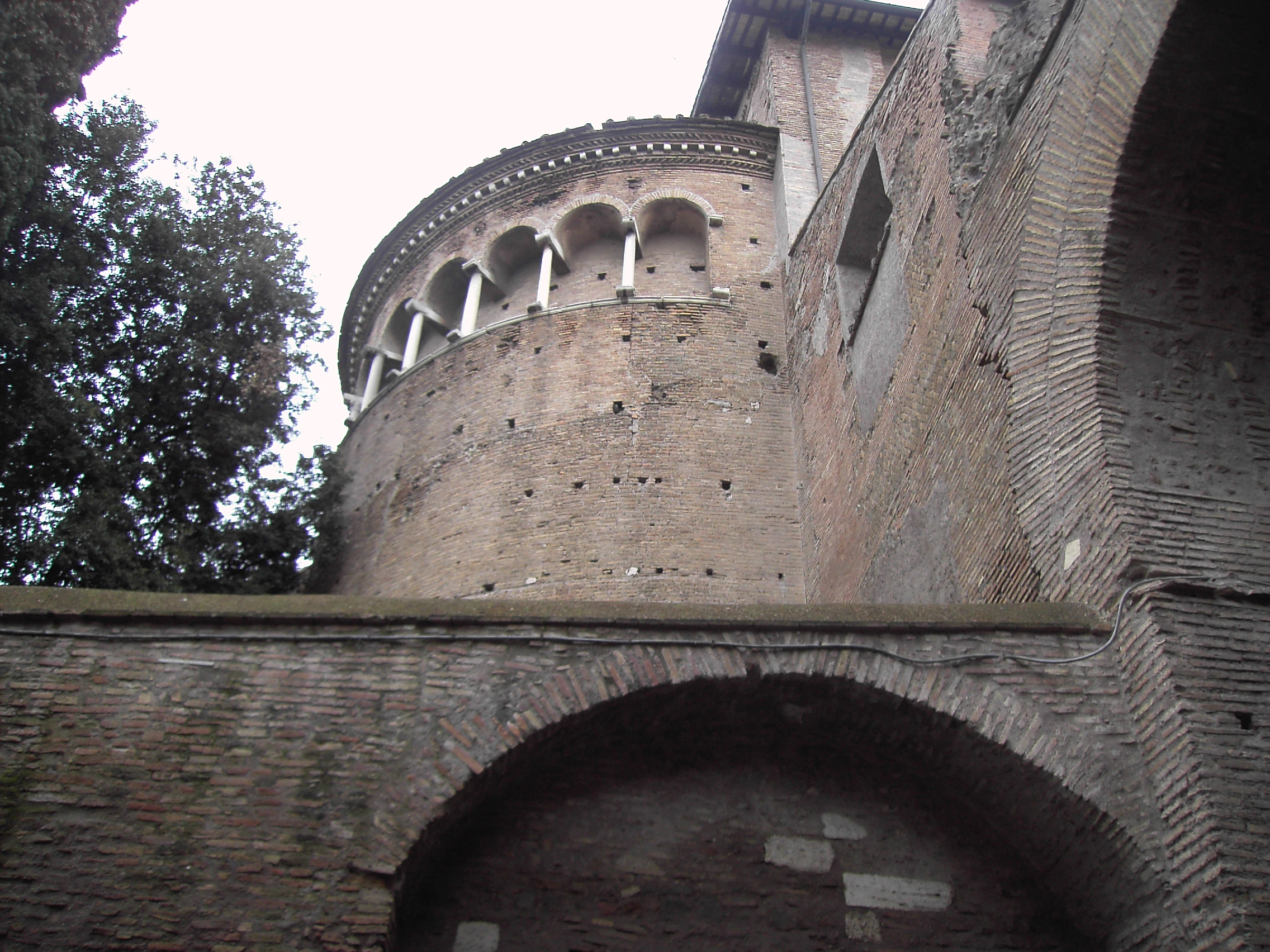
Die Zwerggalerie vom Clivus Scauri aus gesehen

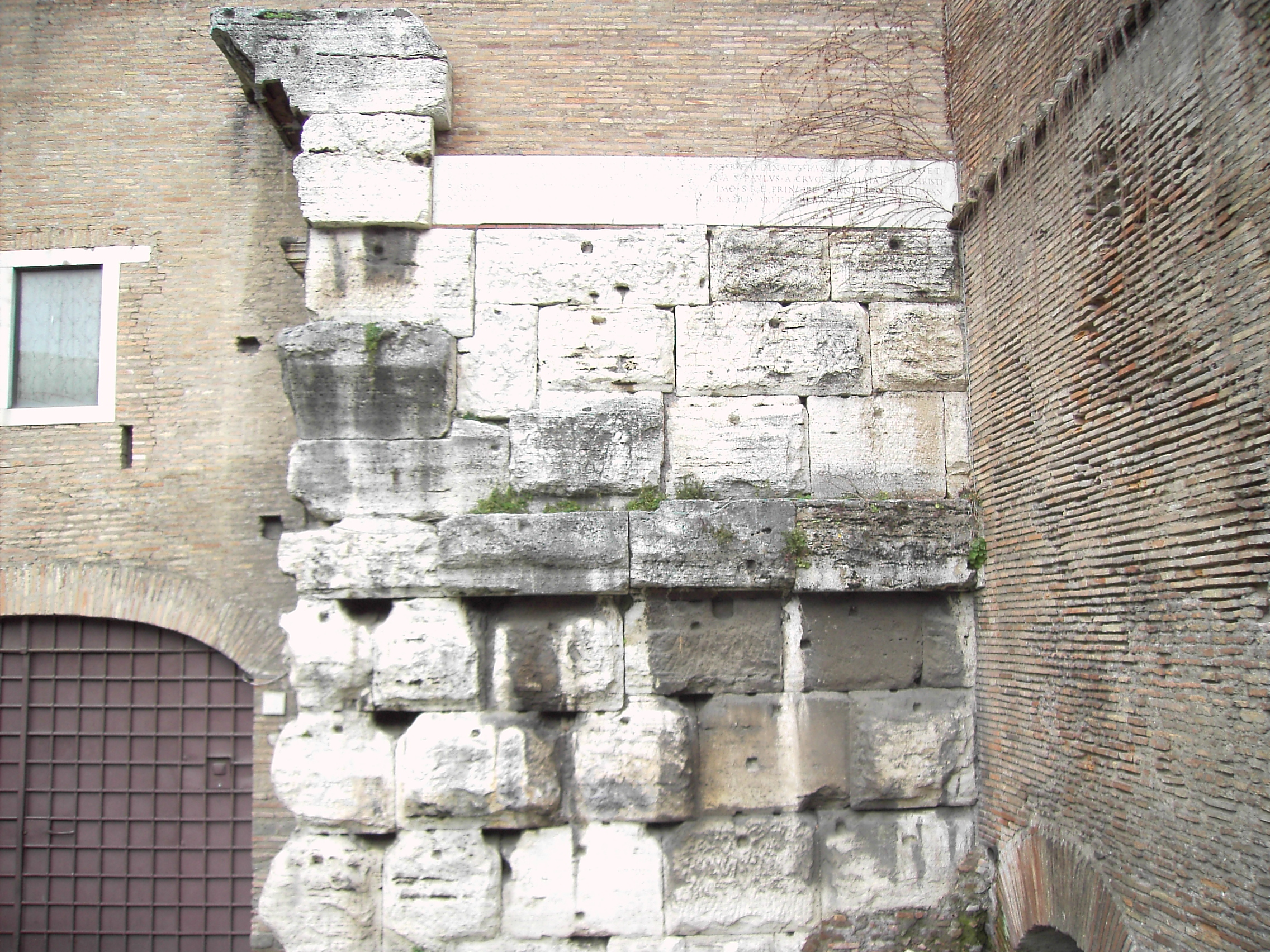
Die Grundmauern des Tempels des Divus Claudius unter dem Campanile

Die in der Mitte des 12. Jahrhunderts errichtete offene Vorhalle wird von acht Säulen getragen, die beiden äußeren aus weißem Marmor mit korinthischen Kapitellen der Antike, die übrigen aus Granit mit ionischen Kapitellen des 12. Jahrhunderts. Der rechte Randpfeiler wird von einem Biforienfenster aus der Erbauungszeit durchbrochen. Auf dem Architrav steht die Widmungsinschrift des damaligen Titelkardinals und Bauherrn Kardinal Giovanni de´Conti di Sutri; danach weihte der als Presbyter Johannes bezeichnete Kardinal den von ihm gestifteten Umbau der Basilika den für Christus gestorbenen Märtyrern Paulus und Johannes.
Von den beiderseits des Hauptportals lagernden Löwenfiguren des 12. Jahrhunderts verschlingt einer ein Lebewesen, der andere pflegt einen Junglöwen. Nach Walther Buchowiecki sollen die beiden Löwen die kämpfende und die richtende Kirche symbolisieren. Über der Vorhalle wird die Stirnwand des Mittelschiffs sichtbar. Vier antike Säulen mit korinthischen Kapitellen tragen fünf Fassadenbogen, von denen der mittlere weiter gespannt ist; darüber verbreitert sich ein Dreieckgiebel mit einem Kardinalswappen.
Die linke Seitenfront des Mittelschiffs lässt in den unteren Teilen noch die antike Bausubstanz erkennen und darüber die ursprüngliche romanische Fensteranordnung mit einer Serie von Rundbogenfenstern, über denen oculi in die Wandfläche eingefügt waren; anlässlich der Barockisierung wurden die Rundbogenfenster durch Rechteckfenster ersetzt. Auf dieser Seite der Kirche überspannen sechs Strebebögen aus Ziegelmauerwerk die antike Straße Clivus Scauri (clivus bedeutet „ansteigender Fahrweg“; Scaurus ist ein Eigenname und heißt „Klumpfuß“).
Eine Besonderheit für die Kirchenarchitektur in Rom bildet die um 1216 als Bekrönung der gewaltigen Apsis errichtete Zwerggalerie, bestehend aus 14 freistehenden kleinen Säulen mit breiten Kämpferplatten (ohne Kapitelle), die 15 radial gestellte Quertonnen tragen; darüber dehnt sich ein Abschlussgesims mit Würfelfries.
Der Campanile des 12. Jahrhunderts (45 m), ursprünglich frei neben der Kirche stehend, heute durch den Konventbau zumindest optisch mit der Kirche verbunden, steht auf den antiken Grundmauern des 54 n. Chr. von Agrippina begonnenen großen Tempels des Divus Claudius (des vergöttlichten Claudius), zu erkennen vor allem in der Südwestsicht. Nero ließ den Tempel teilweise zerstören und ein Nymphäum für seine Domus Aurea anlegen. Von dem Tempelunterbau sind noch neun Steinlagen zu sehen. Der Turm selbst gilt als Kleinod romanischer Architektur in Rom: Auf ein fensterloses Geschoss folgt ein Geschoss mit zwei angedeuteten Rundbogenfenstern mit Lichtschlitzen. Das nächste Geschoss hat zwei Rundbogenfenster und dazwischen eine kleine Ädikula für ein Bildnis. Die vier obersten Geschosse zeigen jeweils zwei durch eine Mittelsäule abgestützte Rundbogenfenster unter einer stumpfen Dachpyramide. Als besonders kostbar haben sich die 35 spanisch-maurischen Platten, Teller und Schalen in Majolikatechnik aus Málaga herausgestellt, die ursprünglich in die Mauer versetzt waren. Die heute durch Repliken ersetzten, mit Tier- und Pflanzenmotiven sowie mit arabischen Schriftzeichen verzierten Originale sind heute in dem kleinen Museum innerhalb der Substruktionen des Claudius-Tempels ausgestellt.

## Inneres

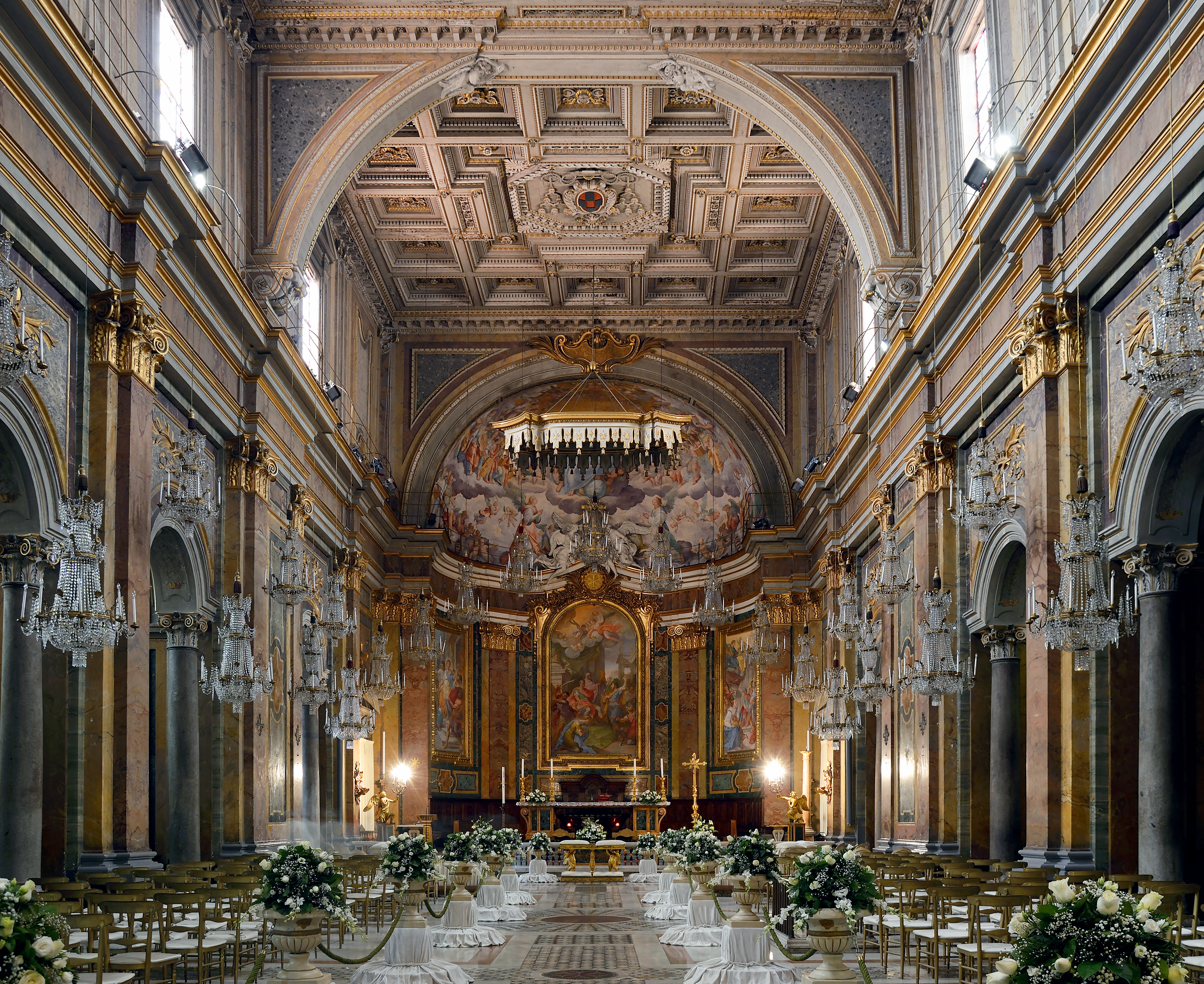
Das Innere der Kirche

Die Grundstruktur der frühchristlichen Kirche (ab 410) in der Überformung durch die
Baumaßnahmen des 12. und 13. Jahrhunderts ist die einer Basilika, also einem überhöhten Mittelschiff und niedrigeren Seitenschiffen mit einer Apsis, die hier unmittelbar an das Mittelschiff anschließt, ohne Querhaus und ohne Kuppel. Die Maße betragen ca. 44 × 30 m.
Durch die umfassenden Restaurierungsarbeiten um 1216 unter Kardinal Cencio Savell, dem späteren Papst Honorius III. (1216–1227), ist die frühchristliche Basilika in eine Basilika mit rein romanischen Formen umgewandelt worden.
Unter dem Hauptaltar wird ein römischer Porphyrsarkophag mit den Reliquien der Titelheiligen aufbewahrt. Die aus frühchristlicher Zeit stammende Confessio kann im Mittelschiff durch eine Glasplatte eingesehen werden. Daneben verweist eine Rechteckplatte mit umlaufender Inschrift auf den ehemaligen Standort des ursprünglichen Confessio-Altars. Dabei soll es sich um den Ort handeln, an dem die Titelheiligen ihr Martyrium erlitten haben.
Der Fußbodenbelag im Mittelschiff besteht zu großen Teilen noch aus Kosmatenarbeiten.
Unter der barocken, 1719 abgeschlossenen Innenausstattung sind die mittelalterlichen Strukturen teilweise noch zu erkennen. Allerdings wurden die ursprünglichen schmalen Seitenschiffe in Seitenkapellen umgewandelt. Die hinteren drei Seitenkapellen auf der linken Seite ruhen auf Mauerwerk aus severischer Zeit. Die Kassettendecke aus dem Jahr 1598 wird durch die beiden im 13. Jahrhundert eingezogenen Schwibbögen gestützt. Die Fensteranordnung entspricht ungefähr der an der Außenseite durch die Rahmungen in der Ziegelmauer sichtbaren Serie von Rundbogenfenstern verschiedener Größe; heute sind die Fenster rechteckig gefasst.

## Orgel
Die Orgel wurde 1964 von der Orgelbaufirma Tamburini erbaut. Das Instrument hat 50 Register auf drei Manualen und Pedal. Die Trakturen sind elektrisch.
| I Positiv     |        |
| Principal     | 8′     |
| Flauto Camino | 8′     |
| Oktave        | 4′     |
| Flauto Camino | 4′     |
| Nazard        | 2 ⁄3′  |
| Flautino      | 2′     |
| Terz          | 1 3⁄5′ |
| Piccolo       | 1′     |
| Ripieno V     | 2′     |
| Sesquialtera  |        |
| Krummhorn     | 8′     |
| Tremulant     |        |

| II Hauptwerk    |       |
| Principal       | 16′   |
| Principal I     | 8′    |
| Principal II    | 8′    |
| Corno camoscio  | 8′    |
| Flauto traverso | 8′    |
| Oktave          | 4′    |
| Rohrflöte       | 4′    |
| Quinte          | 2 ⁄3′ |
| Oktave          | 2′    |
| Quinte          | 1 ⁄3′ |
| Superoktave     | 1′    |
| Scharff         | 2⁄3′  |
| Englisch Horn   | 8′    |
| Trompete        | 8′    |
| Tromba Squillo  | 8′    |
| Vox humana      | 8′    |

| III Schwellwerk |        |
| Bordone         | 8′     |
| Viola Gamba     | 8′     |
| Salicional      | 8′     |
| Prästant        | 4′     |
| Doppelflöte     | 4′     |
| Quinte          | 2 ⁄3′  |
| Waldflöte       | 2′     |
| Terz            | 1 3⁄5′ |
| Ripieno IV      | 2′     |
| Cornetto        |        |
| Oboe            | 8′     |
| Voce Celeste    | 8′     |
| Tremolo         |        |

| Pedalwerk   |       |
| Acustico    | 32′   |
| Contrabbass | 16′   |
| Subbass     | 16′   |
| Bass        | 8′    |
| Bordon      | 8′    |
| Oktave      | 4′    |
| Flauto      | 4′    |
| Mistura IV  | 2 ⁄3′ |
| Ophicleide  | 16′   |
| Fagott      | 8′    |
| Schalmei    | 4′    |

## Antike Hausreste unter der Basilika
Unter dem Areal der Basilika sind mehrere römische Wohn- und Geschäftshäuser, vor allem aus dem 2. bis 4. Jahrhundert ergraben, aber bis heute noch nicht vollständig erforscht worden.
Zu den bedeutsamsten unterirdischen Räumen gehören:
Das Nymphäum liegt unterhalb von dem schräg verlaufenden Ende des rechten Seitenschiffs. Über dem ehemaligen Wasserbecken hat sich ein großformatiges Wandbild (5 × 3 m) aus dem 2. oder 3. Jahrhundert erhalten, das 1909 unter einer Putzschicht des 4. Jahrhunderts entdeckt worden ist und das in frühchristlicher Zeit mit Blumenmotiven übermalt war. Nach Hugo Brandenburg handelt es sich um die Darstellung einer idyllischen Seelandschaft mit paganen Gottheiten, dargestellt am Beispiel der bei Ostia gelegenen Isola sacra, die der Venus geweiht war; im Hintergrund seien auch der Leuchtturm und die Hafenanlagen von Ostia zu erkennen. Das Fresko gehört zu den am besten erhaltenen Beispielen kaiserzeitlicher und spätantiker Wanddekorationen in Rom. Die in diesem Raum außerdem gefundene Inschrift RVFINE VIVAS mit einem Christusmonogramm deutet darauf hin, dass dieser Teil des Hauses in späterer Zeit von Christen benutzt worden ist.
Benachbart liegt das Zimmer mit dem Reigen nackter Genien und Putten bei der Weinlese.
In einem weiteren Raum (Tablinum) sind oberhalb der aufgemalten Vertäfelung eine weibliche Beterin (Orantin) und zwei Männer mit Buchrollen dargestellt, die früher als christliche Motive angesehen wurden, heute aber ebenfalls der römischen Bildkunst zugeschrieben werden.
Über eine Treppe gelangt man zu einem kleinen Raum, Confessio genannt, mit einem Mauerdurchbruch in der Rückwand (fenestella confessionis), durch den das Grab der Märtyrer sichtbar war oder wo Reliquien aufbewahrt werden konnten. Die drei Wände zeigen in zwei Registern übereinander Fresken vom Ende des 4. Jahrhunderts: An der Rückwand neben der fenestella sind noch die unteren Hälften von zwei Männergestalten zu sehen (die oberen Hälften wurden beim Bau des Fußbodens der Basilika von 410 zerstört). Unterhalb der fenestella steht eine Orantengestalt zwischen zur Seite gezogenen Vorhängen; zu Füßen haben sich drei Gestalten in Verehrung niedergekauert. Auf der linken Wand oben ist vielleicht die Vorführung der drei Märtyrer Crispus, Crispinus und Benedicta vor den Richter abgebildet; auf der rechten Wand oben das Martyrium von zwei am Boden knienden Männern und einer Frau, deren Hände auf dem Rücken geknebelt und deren Augen verbunden sind und die auf ihre Enthauptung warten; darunter stehen zwei weibliche Gestalten, wahrscheinlich Trauernde. Es ist dies die älteste Darstellung eines Martyriums in der frühchristlichen Kunst. Dieser Raum wird angesehen als christliche Gedenkstätte in Gestalt einer privaten Hauskapelle.

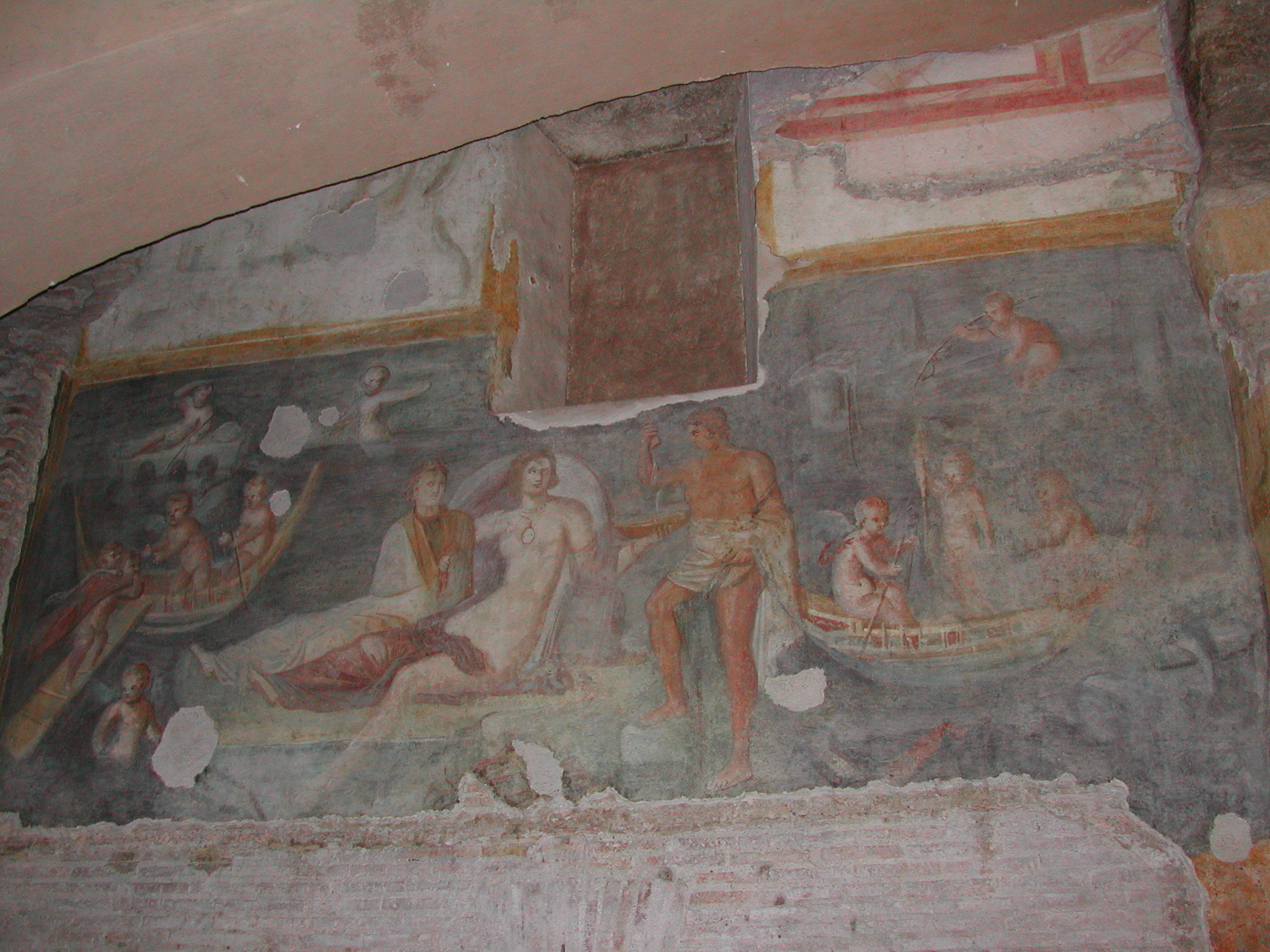
Das Fresko im Nymphäum
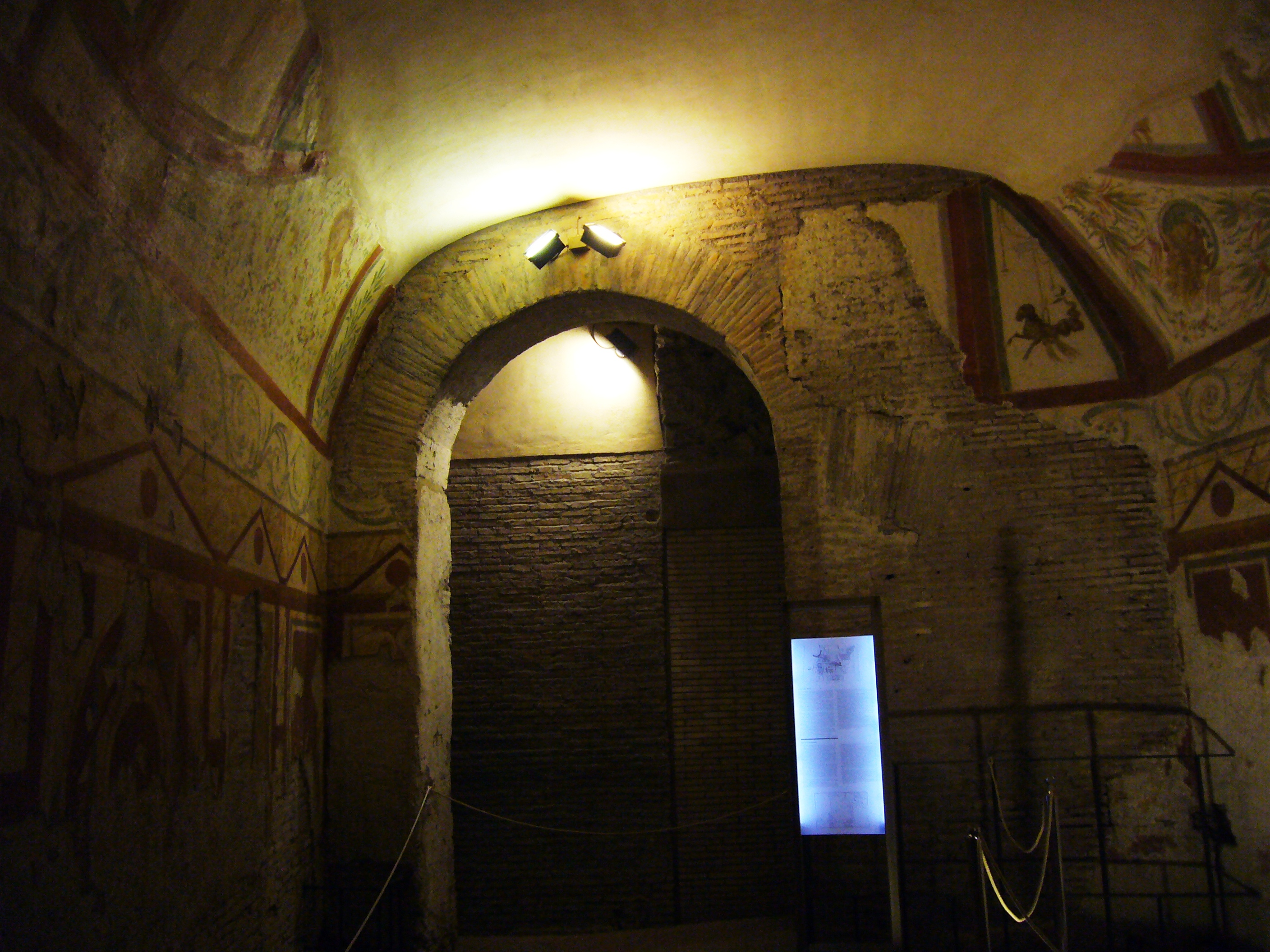
Die Räume unter der Basilika
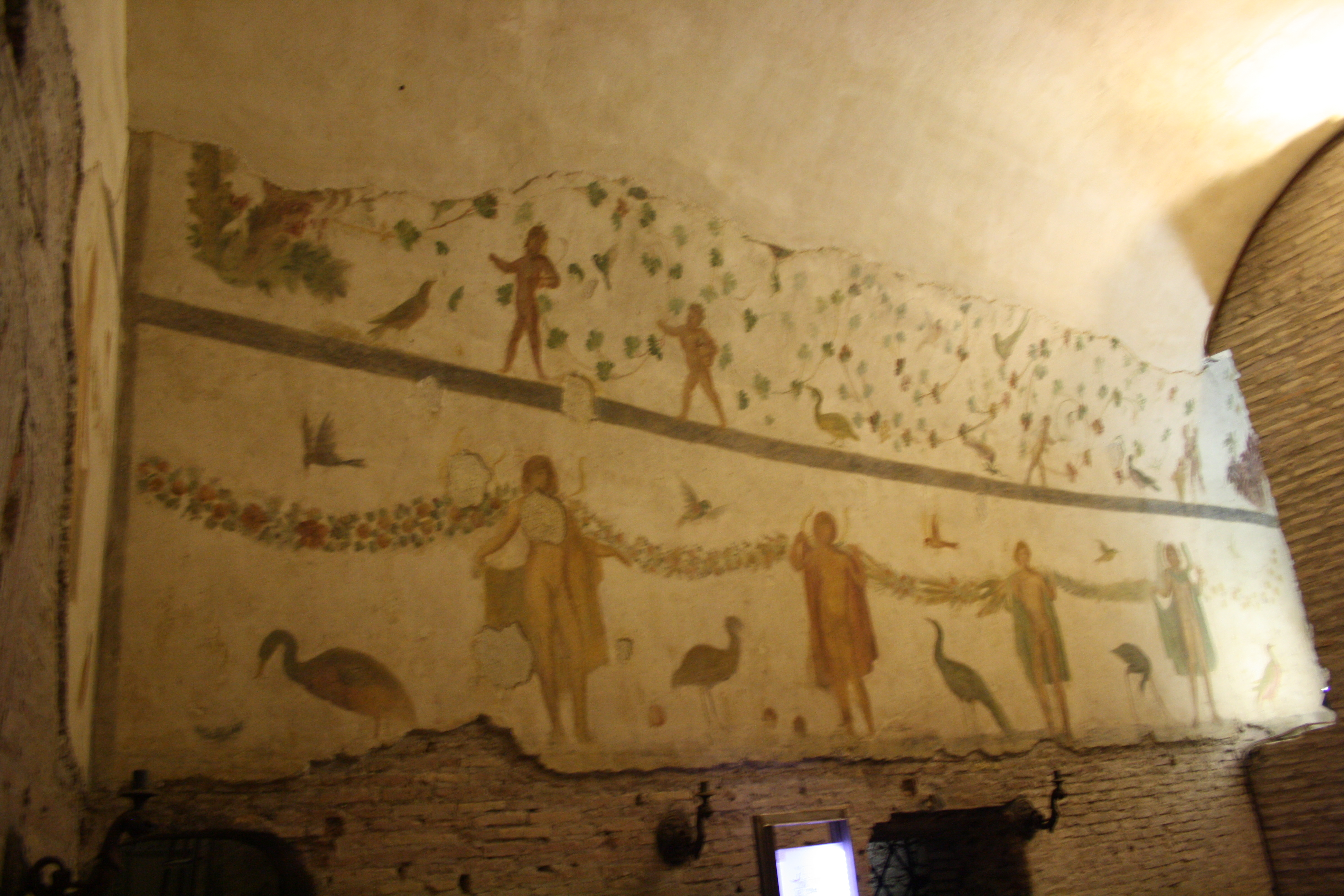
Genien mit Girlanden und Putten bei der Weinlese
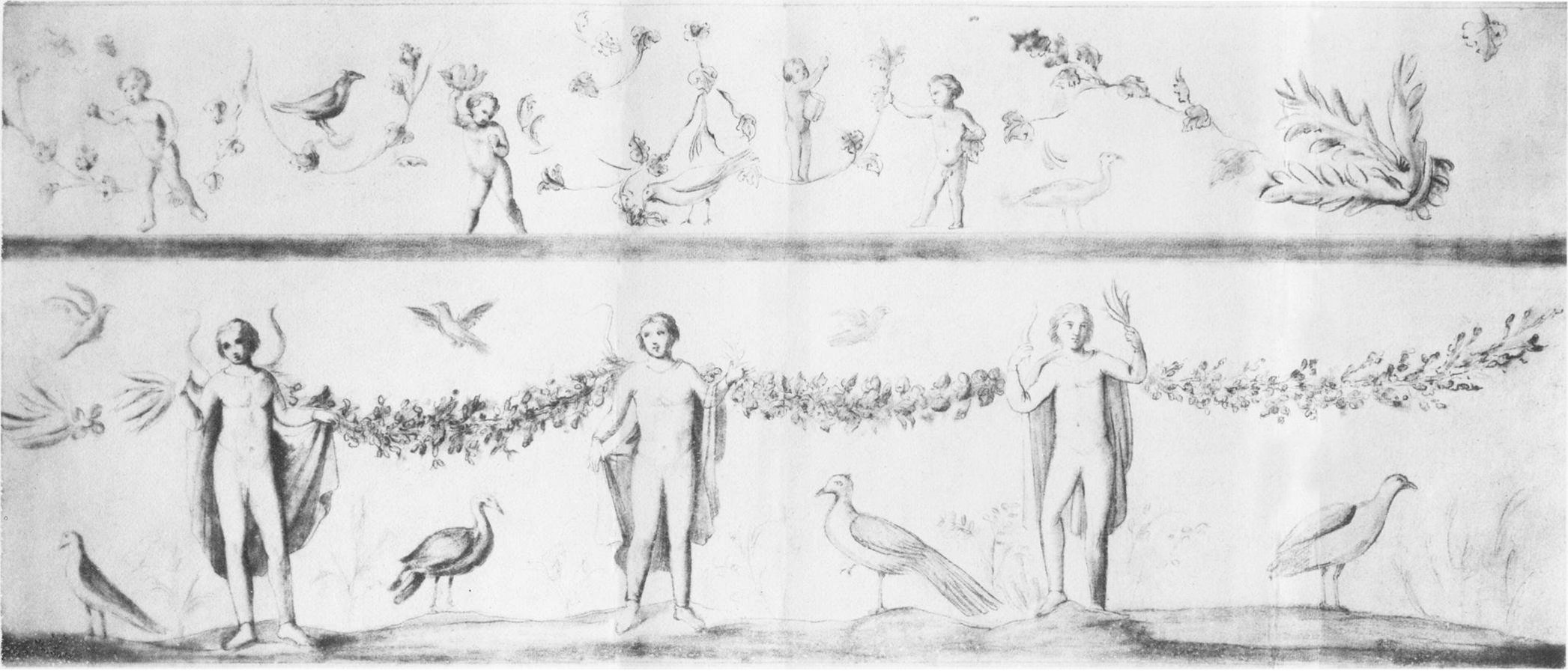
Reproduktion der Wand mit den Genien und Putten (1891)
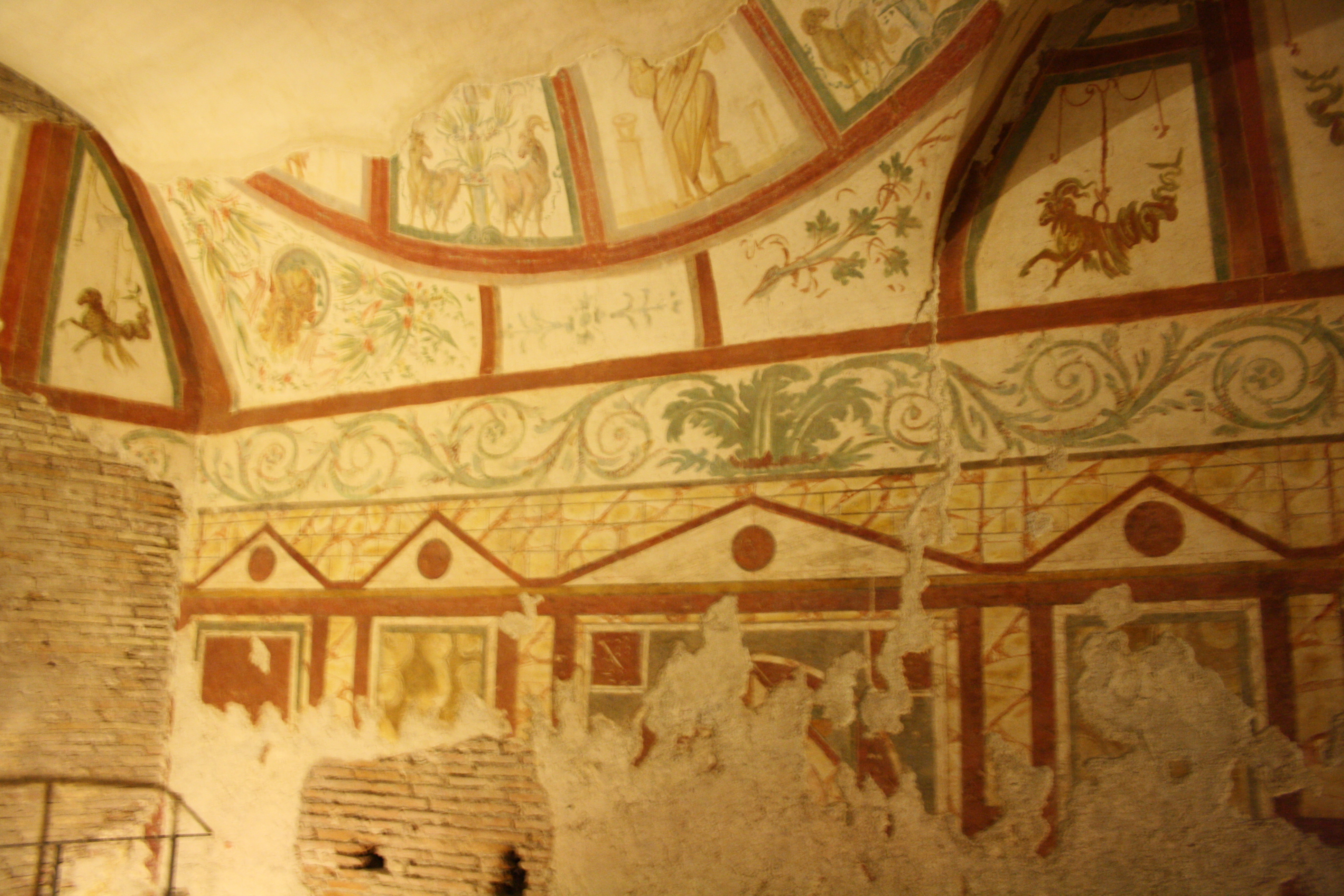
Gemalte Wandverkleidung, darüber Szenen in konzentrischen Kreisen
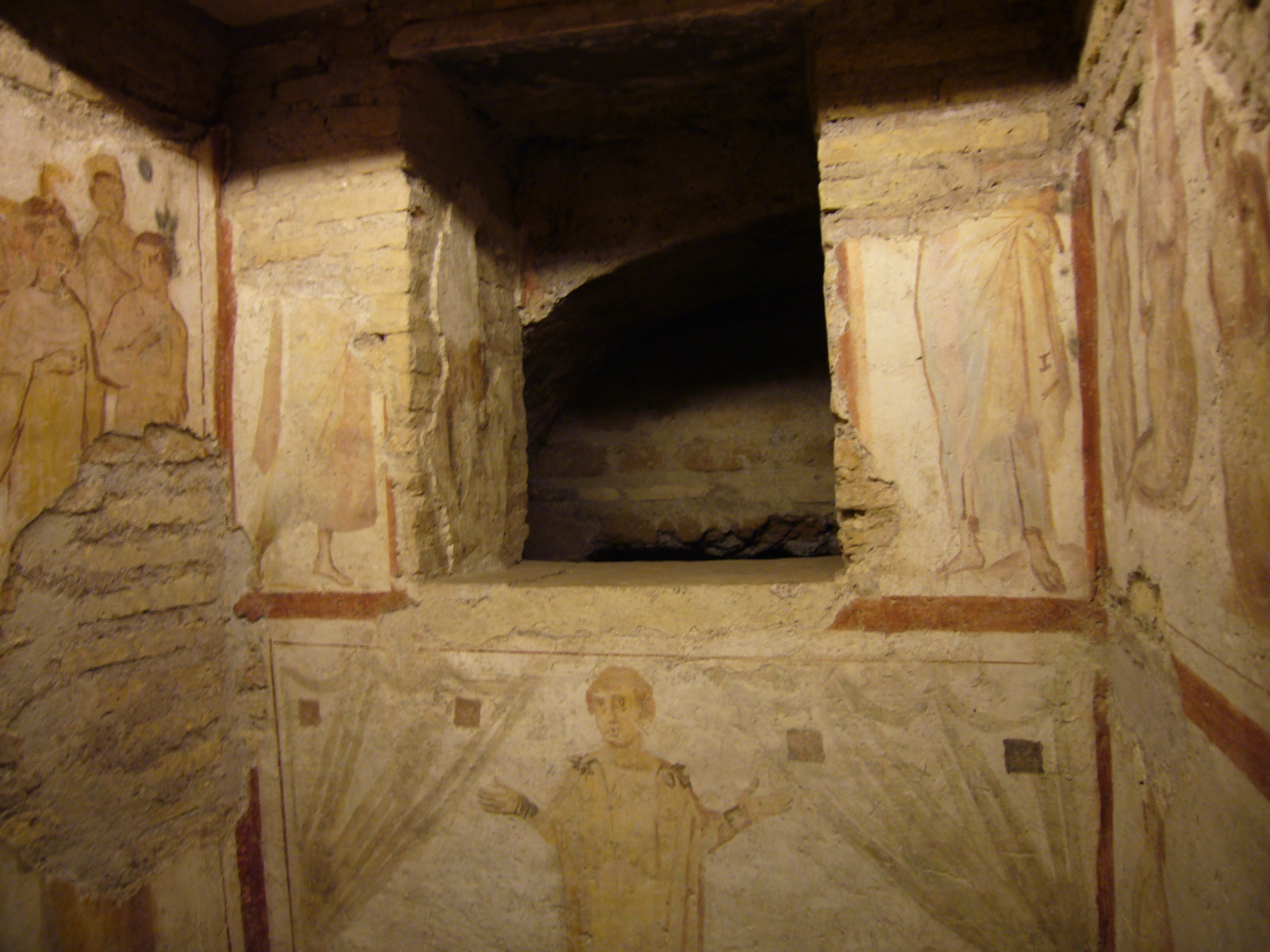
Frühchristliche Confessio mit der Darstellung eines Betenden
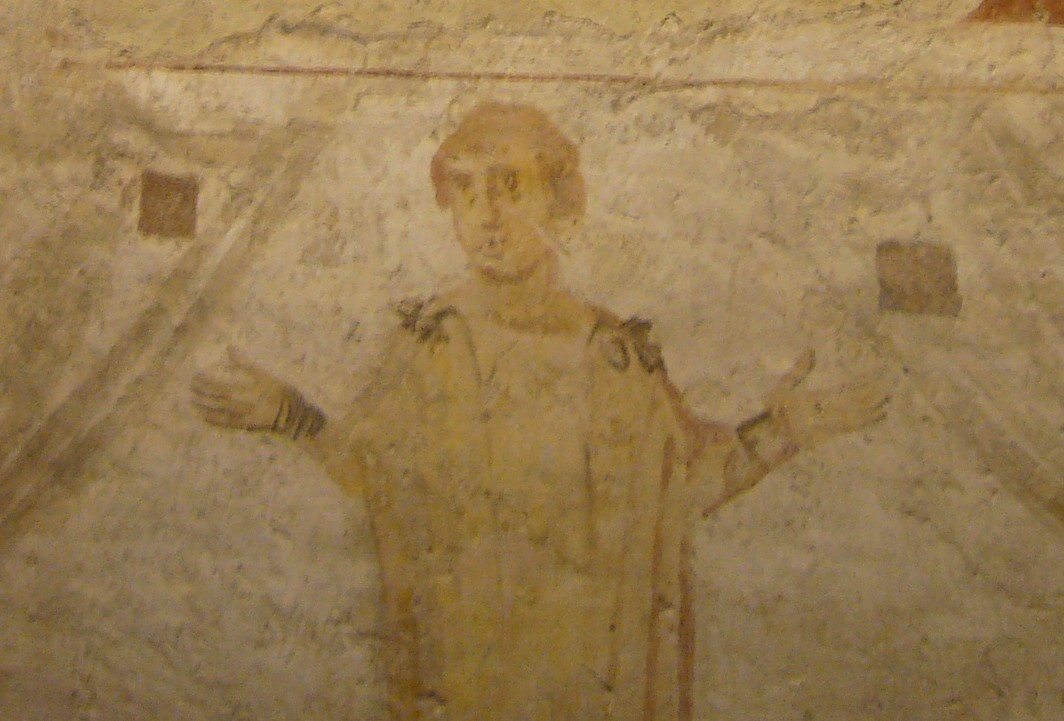
Orantengestalt
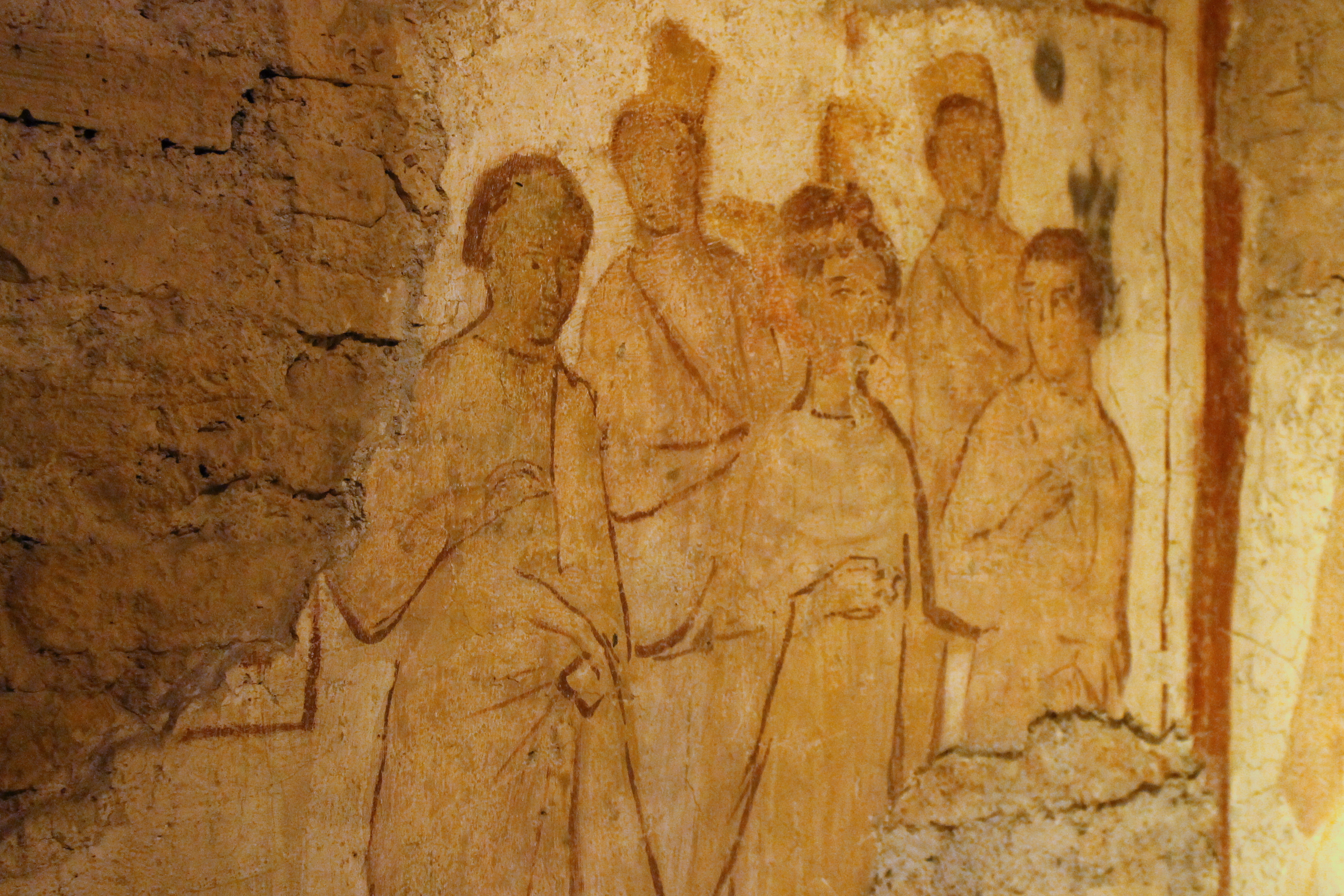
Drei Märtyrer vor dem Richter
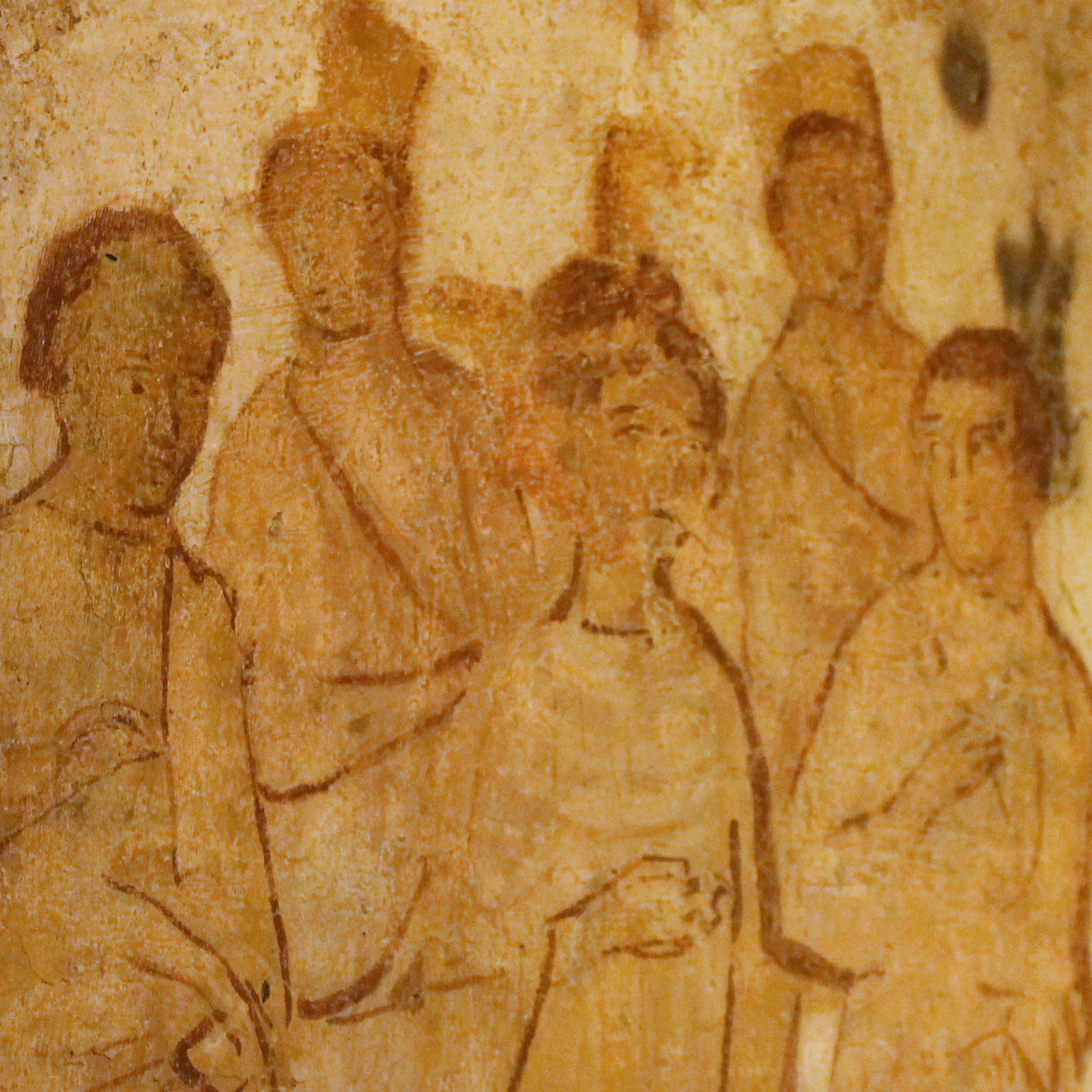
Detail der drei Märtyrer

## Öffnungszeiten
Die Kirche ist jeweils an den Wochentagen und samstags von 8.30 bis 12 Uhr vormittags und nachmittags von 15.30 bis 18.00 Uhr geöffnet. Am Sonntag ist die Kirche nur zu den angegebenen Zeiten nachmittags zu besuchen. Die Ausgrabungen sind über den Eingang am Clivo di Scauro Donnerstag bis Montag von 10.00 bis 13.00 Uhr und von 15.00 bis 18.00 Uhr geöffnet.

## Kardinalpriester
- Liste der Kardinalpriester von Santi Giovanni e Paolo